# Dragon Ball Daima
Dragon Ball Daima is een Japanse animeserie gebaseerd op de manga Dragon Ball van Akira Toriyama en geproduceerd door Toei Animation. De première van de serie was in oktober 2024 en markeert het 40-jarige bestaan van de franchise. Het is de zesde geanimeerde televisieserie in de Dragon Ball-franchise.
De serie werd aangekondigd door middel van een korte teaser tijdens het Dragon Ball Panel op New York Comic Con 2023. Daima is de laatste Dragon Ball-animeserie waar Akira Toriyama aan werkte vóór zijn dood op 1 maart 2024.
De naam Daima is een verzonnen term, die in het Engels vertaald zou kunnen worden naar "Evil". 

## Productieproces
Daima zou oorspronkelijk een animeserie worden zonder enige inbreng van Akira Toriyama, maar na hier en daar advies te hebben gegeven, raakte Toriyama uiteindelijk toch grotendeels betrokken; hij creëerde onder ander het verhaal, de wereld en de personages.
Volgens uitvoerend producent Akio Iyoku bevat Dragon Ball Daima een volledig origineel verhaal.

## Verhaal
Door een samenzwering zijn Goku en zijn vrienden terug kind geworden. Om dit recht te zetten, vertrekken ze naar een nieuwe, mysterieuze wereld, waar verscheidene vijanden staan te wachten. Omdat Goku zijn kleine gestalte moet compenseren, gebruikt hij zijn Nyoibō (een mystieke staf) om te vechten, iets wat lang niet meer is voorgekomen.